# Lista episoadelor din Lumea lui Bobby
Lista episoadelor din Lumea lui Bobby.

### Sezonul 1  (1990-1991)
| Nr. Ep | Titlul original tradus în română |
| ------ | -------------------------------- |
| 01     | O vizita la matusa Ruth          |
| 02     |                                  |
| 03     | Aventuri cu bona                 |
| 04     | Cel mai bun din mall             |
| 05     | Tata repara orice!               |
| 06     | Eu si Roger                      |
| 07     | Curatenia de primavara           |
| 08     | Noaptea dovleacului              |
| 09     | Bobby la plaja                   |
| 10     | Razbunarea doctorului 'Nu'       |
| 11     | In cautarea ursului cu inel      |
| 12     | Vedem America in sfarsit         |
| 13     | Marea emisiune a lui Bobby       |

### Sezonul 2  (1991-1992)
| Nr. Ep | Titlul original tradus în română  |
| ------ | --------------------------------- |
| 14     | Trei copii si un bebelus          |
| 15     | Suspecti,minciuni si casete video |
| 16     | Bobby de la club                  |
| 17     | Primul coșmar al lui Bobby        |
| 18     | Atentie:Bobby munceste            |
| 19     | Pauza totala                      |
| 20     | Carele lui Bobby                  |
| 21     | Petrecerea de ziua lui Bobby      |

### Sezonul 3  (1992-1993)
| Nr. Ep | Titlul original tradus în română |
| ------ | -------------------------------- |
| 22     |                                  |
| 23     |                                  |
| 24     |                                  |
| 25     |                                  |
| 26     |                                  |
| 27     |                                  |
| 28     |                                  |
| 29     |                                  |
| 30     |                                  |
| 31     |                                  |
| 32     |                                  |
| 33     |                                  |
| 34     |                                  |

### Sezonul 4  (1993-1994)
| Nr. Ep | Titlul original tradus în română |
| ------ | -------------------------------- |
| 35     |                                  |
| 36     |                                  |
| 37     |                                  |
| 38     |                                  |
| 39     |                                  |
| 40     |                                  |
| 41     |                                  |
| 42     | Psycho Bobby                     |
| 43     |                                  |
| 44     |                                  |
| 45     |                                  |
| 46     |                                  |
| 47     |                                  |

### Sezonul 5  (1994-1995)
| Nr. Ep | Titlul original tradus în română |
| ------ | -------------------------------- |
| 48     |                                  |
| 49     |                                  |
| 50     |                                  |
| 51     |                                  |
| 52     |                                  |
| 53     |                                  |
| 54     |                                  |
| 55     |                                  |
| 56     |                                  |
| 57     |                                  |
| 58     |                                  |
| 59     |                                  |
| 60     |                                  |

### Sezonul 6  (1995-1996)
| Nr. Ep | Titlul original tradus în română |
| ------ | -------------------------------- |
| 61     |                                  |
| 62     |                                  |
| 63     |                                  |
| 64     |                                  |
| 65     |                                  |
| 66     |                                  |
| 67     |                                  |
| 68     |                                  |

### Sezonul 7  (1996)
| Nr. Ep | Titlul original tradus în română |
| ------ | -------------------------------- |
| 69     |                                  |
| 70     |                                  |
| 71     |                                  |

### Sezonul 8  (1997-1998)
| Nr. Ep | Titlul original tradus în română |
| ------ | -------------------------------- |
| 72     |                                  |
| 73     |                                  |
| 74     |                                  |
| 75     |                                  |
| 76     |                                  |
| 77     |                                  |
| 78     |                                  |
| 79     |                                  |
| 80     |                                  |
| 81     |                                  |